# Eoophyla minita
Eoophyla minita is een vlinder uit de familie van de grasmotten (Crambidae), uit de onderfamilie van de Acentropinae. De wetenschappelijke naam van deze soort is voor het eerst gepubliceerd in 1863 door Fuqiang Chen en Chunsheng Wu. 
De spanwijdte van het mannetje bedraagt 15 tot 16 millimeter en van het vrouwtje 17 tot 27 millimeter.
De soort komt voor in China (Jiangxi, Guangxi, Sichuan).